# قطرس ذو ظهر مضيء
القطرس ذو الظهر المضيء (الاسم العلمي: Phoebetria palpebrata)، ويعرف أيضًا باسم قطرس ذو الظهر الرمادي أو القطرس السخامي ذو الظهر المضيء، هو نوع من جنس القطرس السخامي المنتمي إلى فصيلة القطرسيات. وصف من قبل يوهان راينهولد فورستر، في عام 1785، بناءً على عينة من جنوب رأس الرجاء الصالح.